# 南多摩駅

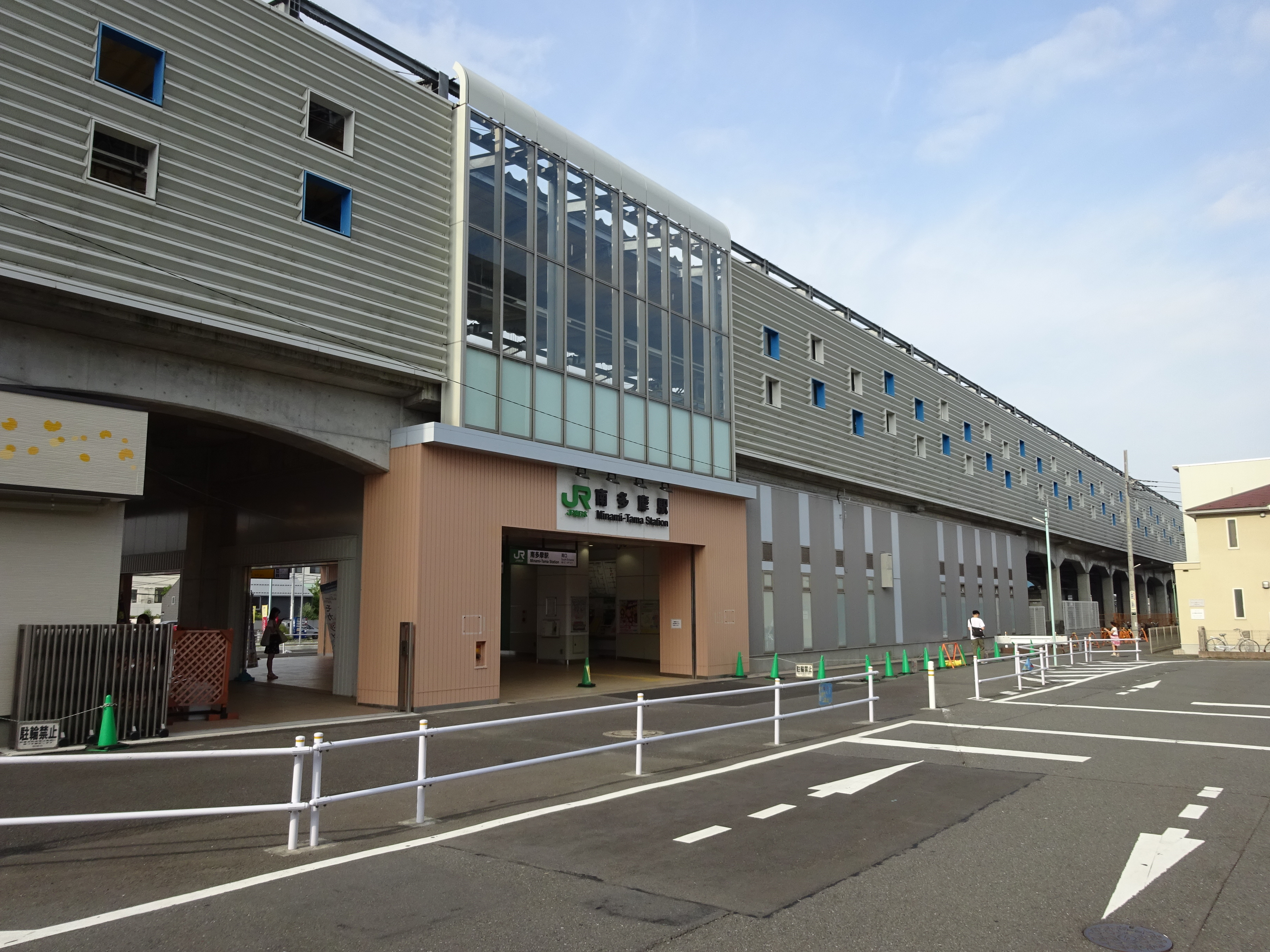
南口（2016年8月）

南多摩駅（みなみたまえき）は、東京都稲城市大丸字八号にある、東日本旅客鉄道（JR東日本）南武線の駅である。駅番号はJN 19。

## 歴史
- 1927年（昭和2年）11月11日：南武鉄道線が登戸駅から開業、終着駅として大丸停留場開業[1][2]。
  - この大丸停留場は現在の南多摩駅からおよそ300 m川崎駅寄りの位置にあった。
- 1928年（昭和3年）12月11日：屋敷分駅（現在の分倍河原駅）まで延伸[1]。
- 1931年（昭和6年）：多摩聖蹟口停留場に改称[2]。
- 1934年（昭和9年）10月21日：（貨）南多摩川駅が開設[1][2]。
- 1939年（昭和14年）9月14日：南多摩川駅が多摩聖蹟口停留場を併合して現在地に移転、南多摩駅に改称[1][2]。
- 1944年（昭和19年）4月1日：南武鉄道線国有化に伴い、運輸通信省南武線の駅となる[1][2]。
- 1956年（昭和31年）12月1日：貨物取扱廃止[2]。
- 1987年（昭和62年）4月1日：国鉄分割民営化に伴い、東日本旅客鉄道（JR東日本）の駅となる[1][2]。
- 1993年（平成5年）10月14日：自動改札機設置、供用開始[4]。
- 2001年（平成13年）11月18日：ICカード「Suica」の利用が可能となる[報道 1]。
- 2009年（平成21年）5月31日：みどりの窓口の営業を終了。
- 2011年（平成23年）12月24日：下り線を高架線に切替[報道 2]。
- 2013年（平成25年）12月23日：上り線を高架線に切替[報道 3]。
- 2014年（平成26年）4月1日：北口を開設。
- 2015年（平成27年）3月14日：南武線全区間での快速運転開始に伴い、快速通過駅となる[5]。
- 2024年（令和6年）3月6日：スマートホームドアの使用を開始[6][7]。

## 駅構造
島式ホーム1面2線を有する高架駅。駅舎は高架下にある。
高架化工事前は相対式ホーム2面2線を有する地上駅であった。高架化工事中は、2008年6月29日から2番線が、2009年10月4日から1番線が北側の仮線に切替わった。これに伴い駅舎とホームが広く離れることとなり、1番線（下り・立川方面）へは仮設の通路を、2番線（上り・川崎方面）のホーム途中にある階段を登って連絡路（跨線橋）を2011年12月23日まで渡っていた。
2011年12月24日に下り線が高架化、これにより改札口からの通路も変更された。上下線共に仮通路を介して高架ホームに行き、下り（立川方面）はそのまま高架ホームだが、上り（川崎方面）は連絡路（跨線橋）を2011年12月23日までと逆に渡るようになった。
2013年12月23日に上り線が高架化、これに伴い上り線を跨いでいた連絡路（跨線橋）は閉鎖、線路上にある部分は撤去された。
JR中央線コミュニティデザインが駅業務を受託している立川統括センター管理の業務委託駅（2021年3月31日までJR東日本ステーションサービスが受託）。ただし、お客さまサポートコールシステムが導入されており、一部時間帯は遠隔対応のため改札係員は不在となる。また、多機能券売機・指定席券売機・自動改札機が設置されている。

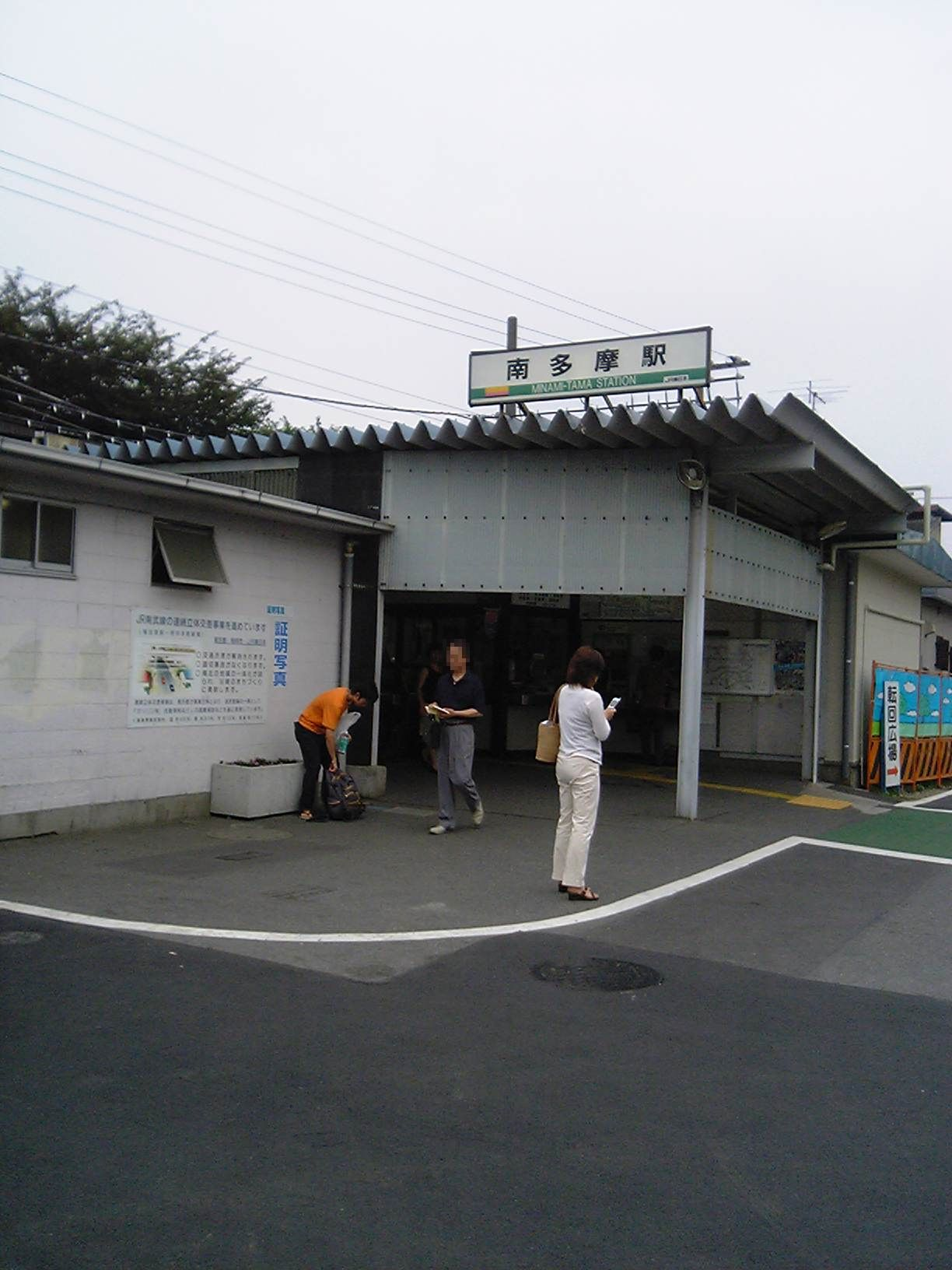
かつての駅の様子（2007年5月）
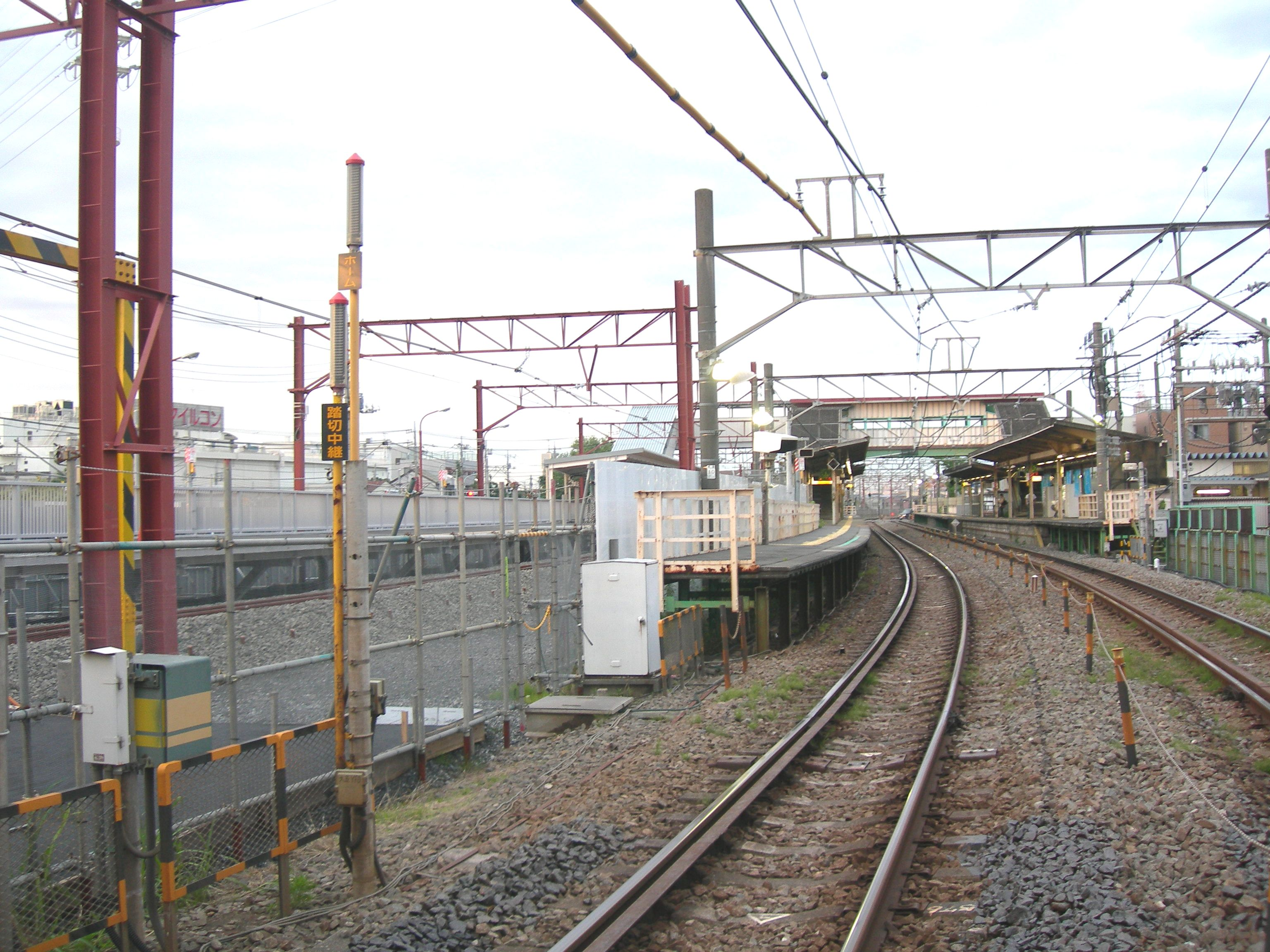
旧ホーム（2008年5月）
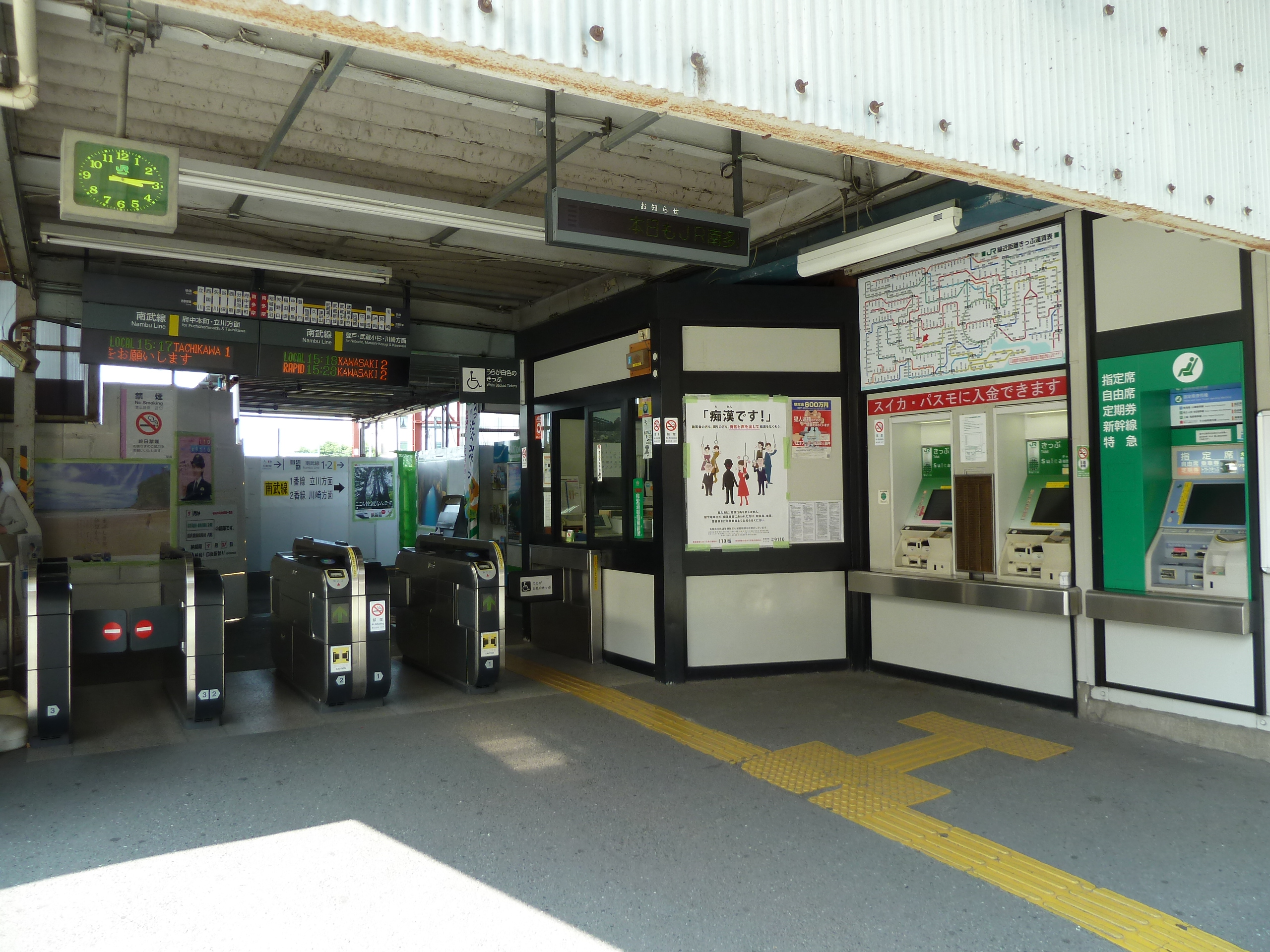
かつてのコンコース（2012年7月）
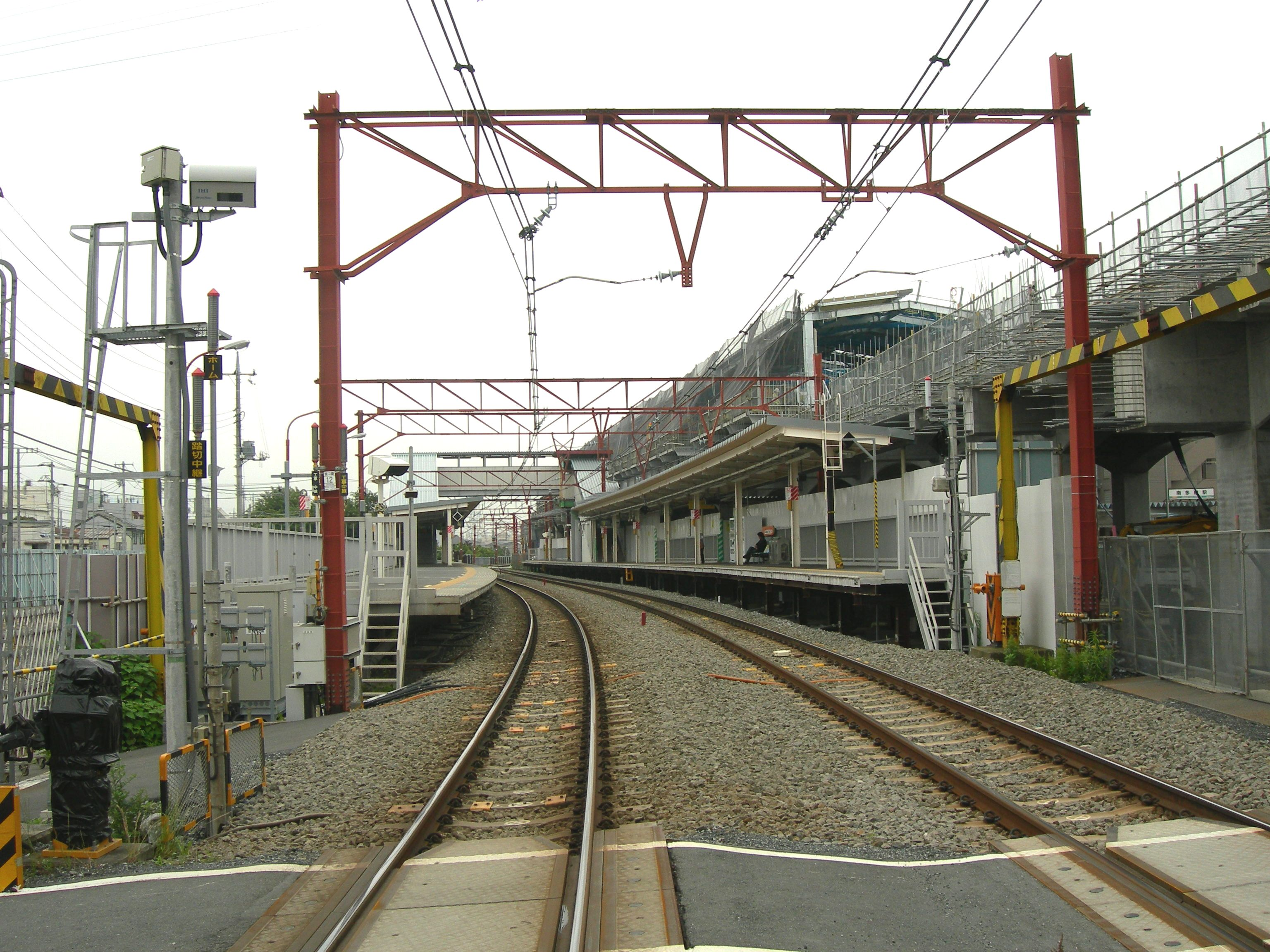
仮設ホーム（2011年6月）
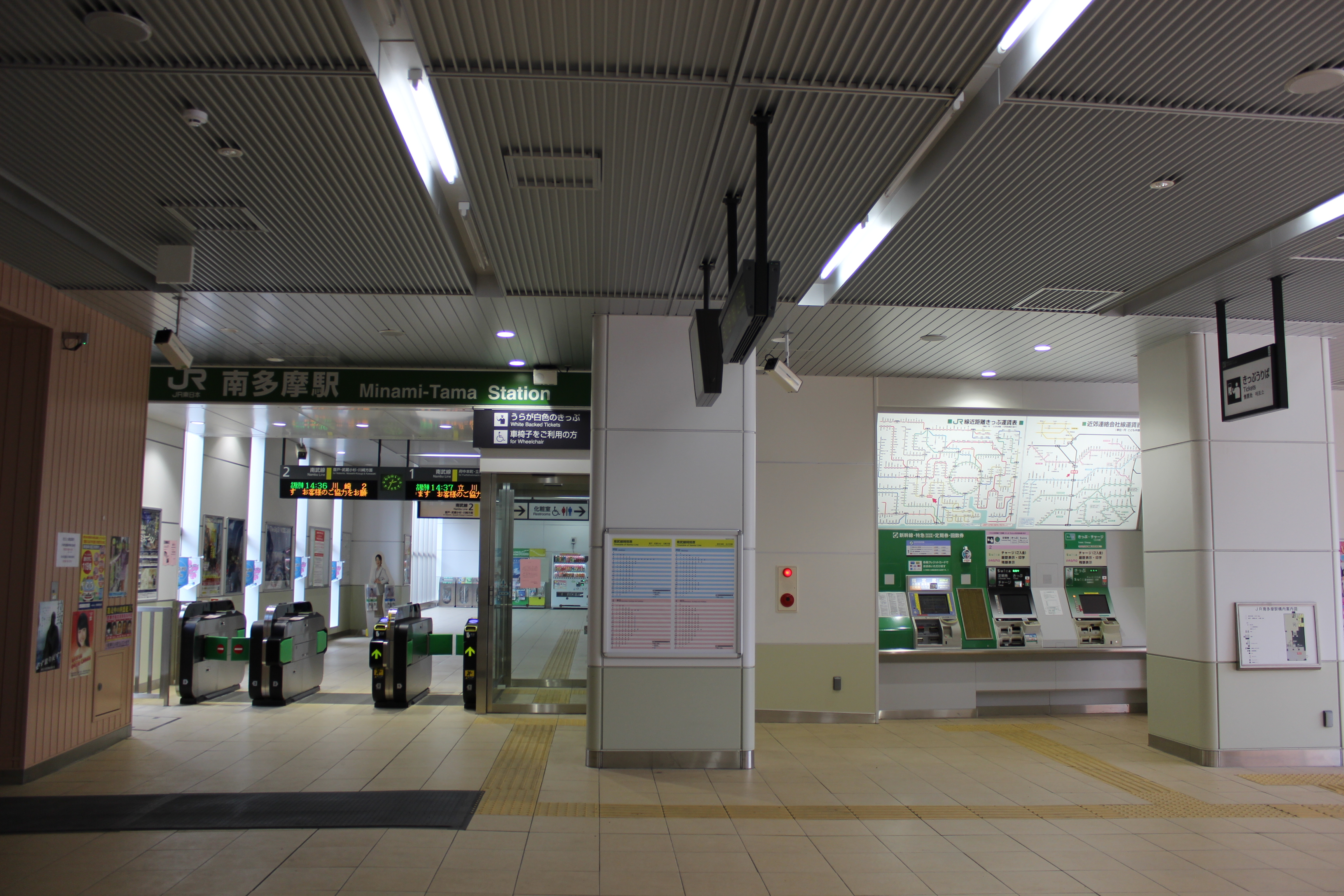
コンコース（2013年12月）
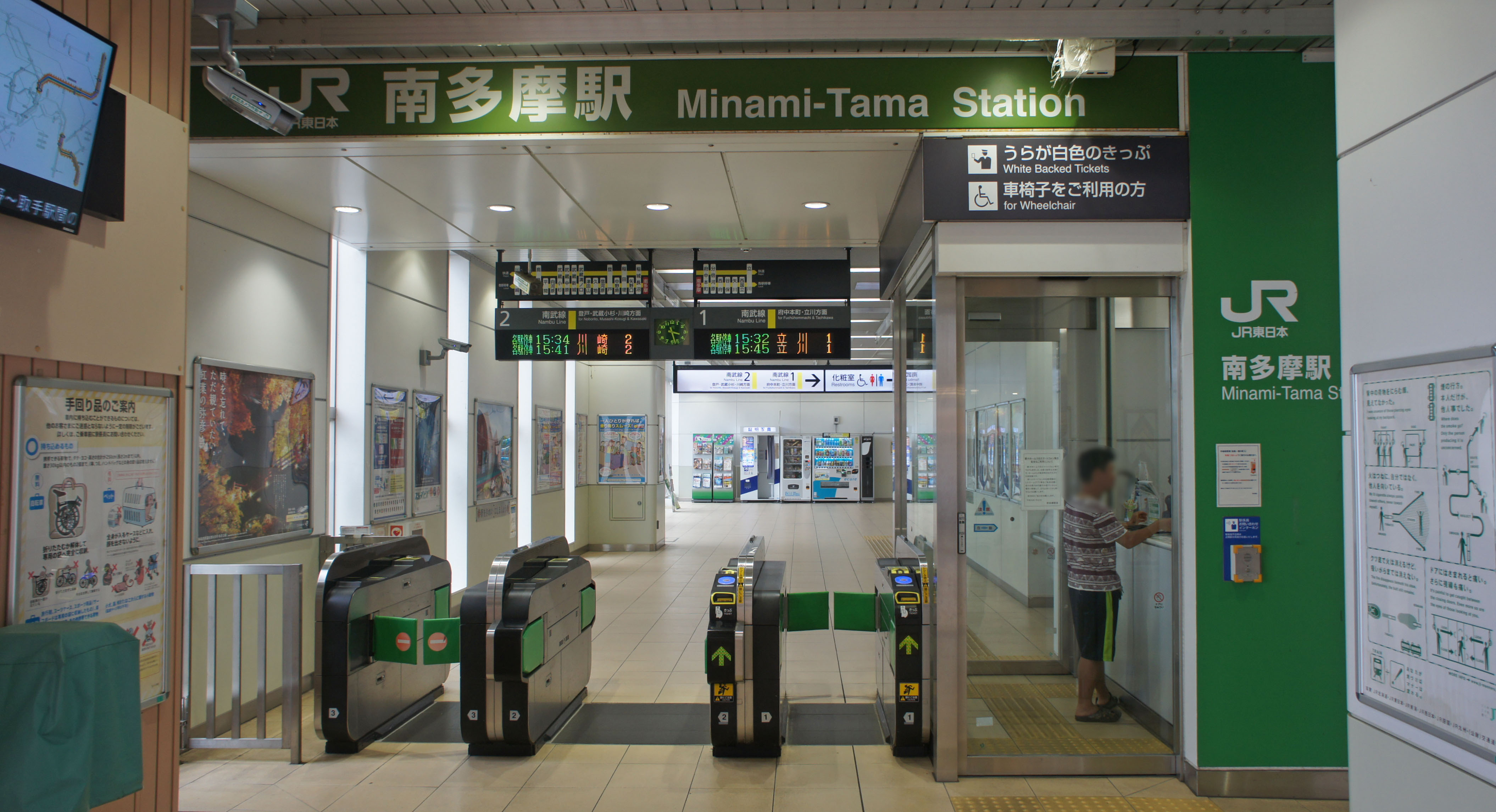
改札口（2019年9月）
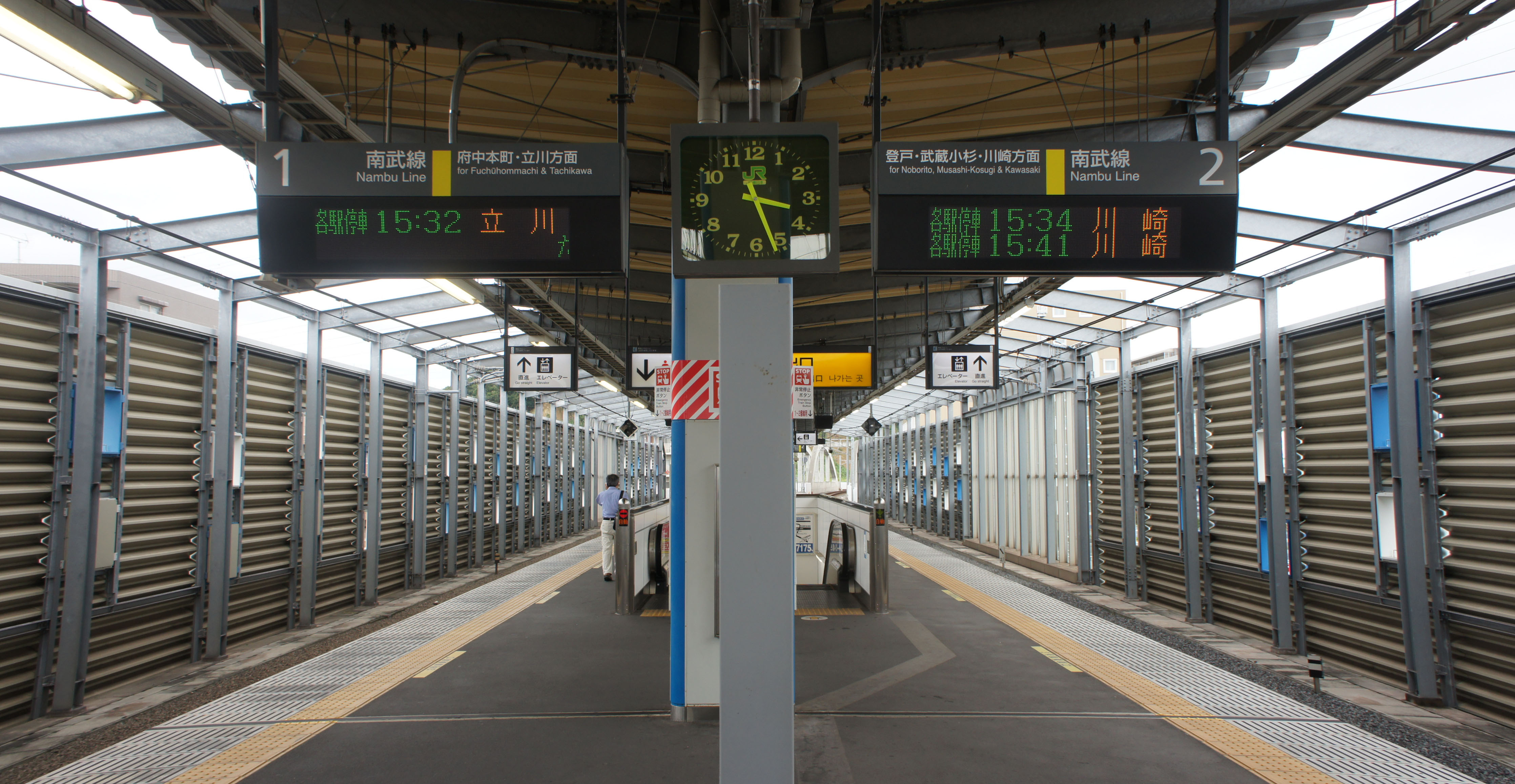
ホーム（2019年9月）
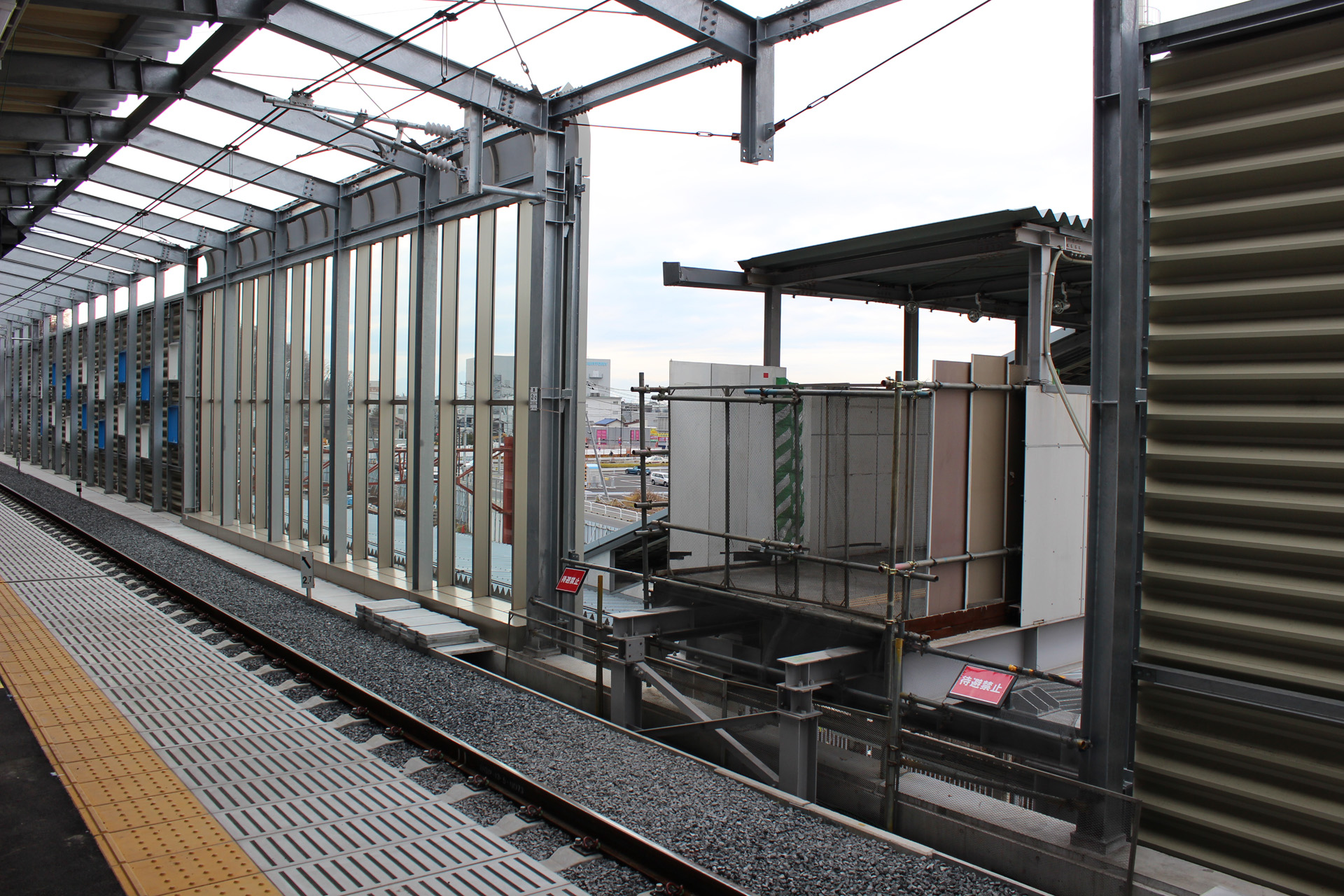
かつての仮上りホームへの連絡通路（2013年12月）

### のりば
| 番線 | 路線   | 方向 | 行先                     |
| ---- | ------ | ---- | ------------------------ |
| 1    | 南武線 | 下り | 府中本町・立川方面       |
| 2    | 南武線 | 上り | 登戸・武蔵小杉・川崎方面 |

（出典：JR東日本:駅構内図）
- 2015年3月13日までは快速が停車していたが、翌14日に行われたダイヤ改正に伴う快速列車運転区間拡大により快速通過駅に格下げとなった[報道 5]。

## 利用状況
2023年度（令和5年度）の1日平均乗車人員は6,103人であり、南武線の本線の26駅の中では津田山駅に次いで2番目に少ない。2005年（平成17年）に駅南側に存在した富士通南多摩工場が閉鎖されたため利用客が約1千人減少したが、徐々に閉鎖前の水準へ回復している。
1990年度（平成2年度）以降の1日平均乗車人員の推移は以下の通り。
| 年度               | 1日平均 乗車人員 | 出典     |
| ------------------ | ---------------- | -------- |
| 1990年（平成02年） | 6,310            | [ * 1 ]  |
| 1991年（平成03年） | 6,355            | [ * 2 ]  |
| 1992年（平成04年） | 6,236            | [ * 3 ]  |
| 1993年（平成05年） | 6,414            | [ * 4 ]  |
| 1994年（平成06年） | 6,334            | [ * 5 ]  |
| 1995年（平成07年） | 6,139            | [ * 6 ]  |
| 1996年（平成08年） | 6,449            | [ * 7 ]  |
| 1997年（平成09年） | 7,341            | [ * 8 ]  |
| 1998年（平成10年） | 7,268            | [ * 9 ]  |
| 1999年（平成11年） | 7,194            | [ * 10 ] |
| 2000年（平成12年） | 7,101            | [ * 11 ] |
| 2001年（平成13年） | 7,059            | [ * 12 ] |
| 2002年（平成14年） | 6,882            | [ * 13 ] |
| 2003年（平成15年） | 6,770            | [ * 14 ] |
| 2004年（平成16年） | 6,731            | [ * 15 ] |
| 2005年（平成17年） | 5,836            | [ * 16 ] |
| 2006年（平成18年） | 5,609            | [ * 17 ] |
| 2007年（平成19年） | 5,938            | [ * 18 ] |
| 2008年（平成20年） | 6,099            | [ * 19 ] |
| 2009年（平成21年） | 6,081            | [ * 20 ] |
| 2010年（平成22年） | 6,274            | [ * 21 ] |
| 2011年（平成23年） | 6,461            | [ * 22 ] |
| 2012年（平成24年） | 6,566            | [ * 23 ] |
| 2013年（平成25年） | 6,718            | [ * 24 ] |
| 2014年（平成26年） | 6,702            | [ * 25 ] |
| 2015年（平成27年） | 6,831            | [ * 26 ] |
| 2016年（平成28年） | 7,045            | [ * 27 ] |
| 2017年（平成29年） | 7,109            | [ * 28 ] |
| 2018年（平成30年） | 6,784            | [ * 29 ] |
| 2019年（令和元年） | 6,814            | [ * 30 ] |
| 2020年（令和02年） | 5,071            |          |
| 2021年（令和03年） | 5,265            |          |
| 2022年（令和04年） | 5,709            |          |
| 2023年（令和05年） | 6,103            |          |

## 駅周辺
- 東京都道9号川崎府中線（府中街道）
- 東京都道41号稲城日野線（川崎街道）
- 稲城天然温泉 季乃彩
- サントリープロダクツ多摩川工場
- 日本フイルコン（本社・東京事業所）

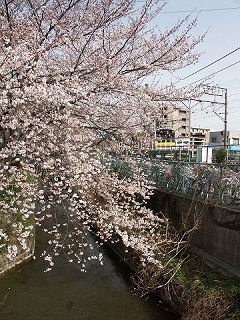
当駅のそばを流れる大丸用水と桜（2006年4月、拡大版）

- ジェーシー・コムサ（ジェーシー事業本部・東日本支店・多摩工場）
- 東横INN府中南武線南多摩駅前
- 稲城市立病院
- 稲城市立中央図書館
- 大丸公園
- 城山公園
- 多摩サービス補助施設（多摩レクリエーションセンター） - 米軍施設、元多摩弾薬庫、旧陸軍多摩火薬製造所
- 是政駅（西武多摩川線） - 府中街道の是政橋（多摩川）を渡り徒歩約10分。
- 東京都下水道局 南多摩水再生センター
- 国土交通省京浜河川事務所 多摩出張所
- 大丸用水 - 駅のすぐそばを流れている。周囲は桜が植えられていて、毎年春には沿線風景に彩りを添えていたが、高架化工事のため伐採された。
- 谷戸川 - 大丸の米軍施設周辺の森林を水源とし、当駅のそばで大丸用水と交差し、押立地先で多摩川に合流する河川。当駅の立川寄りにある「谷戸川踏切」にもその名が見られた。付近の区画整理に伴って、大丸用水と共に暗渠となり、交差も見られなくなった。踏切は高架化に伴い消滅した。

## バス路線
| のりば       | 運行事業者                                      | 系統・行先 | 備考                                                  |
| 南多摩駅     | 南多摩駅                                        | 南多摩駅 | 南多摩駅                                              |
| ------------ | ----------------------------------------------- | --- | ----------------------------------------------------- |
| 1            | 京王バス                                        | - 調21：稲城市立病院 - 府61：府中駅 - 稲22：聖蹟桜ヶ丘駅 | - 「調21」は平日・休日運休 - 「府61」は土曜・休日運休 |
| 2            | 京王バス                                        | - 稲22：稲城駅 - 若02：若葉台駅 | 「若02」は平日朝夕のみ運行（土曜・休日運休）          |
| 2            | 稲城市コミュニティバス 「iバス」 （小田急バス） | - Aコース：矢野口駅 - 稲城市立病院 循環 - Bコース：稲城市立病院 - よみうりランド丘の湯 循環 - Cコース：はるひ野駅 - 南多摩駅前 往復 - Dコース：平尾団地 - 南多摩駅前 循環 - Eコース：平尾団地 - 矢野口駅 循環 |                                                       |
| 川崎街道側   | 京王バス                                        | 調21：調布駅南口 | 土曜1日1本のみ運行（平日・休日運休）                  |
| 南多摩駅入口 |                                                 | |                                                       |
| －           | 京王バス                                        | - 稲22：聖蹟桜ヶ丘駅 / 稲城駅 - 若02：南多摩駅 / 若葉台駅 |                                                       |
| －           | 小田急バス                                      | 新05：稲城市立病院 / 新百合ヶ丘駅 |                                                       |
| －           | 稲城市コミュニティバス 「iバス」 （小田急バス） | - Aコース：矢野口駅 - 稲城市立病院 循環 - Bコース：稲城市立病院 - よみうりランド丘の湯 循環 - Cコース：はるひ野駅 - 南多摩駅前 往復 - Dコース：平尾団地 - 南多摩駅前 循環 - Eコース：平尾団地 - 矢野口駅 循環 |                                                       |

## 高架化工事
南武線は、矢野口駅 - 当駅間高架化工事が行われ、2013年12月に上り線の高架付替えに伴って当駅付近は終了した。工事完了後は当駅が稲城長沼駅と共に高架駅となり、駅東端にある府中街道との踏切が解消された。
付近では稲城市施工の区画整理事業が行われている。また、これと並行して東京都が府中街道を是政橋から南へ川崎街道と直行するように多摩都市計画道路3・3・7号線を整備し、2011年4月26日に付替えをした。

## 隣の駅
東日本旅客鉄道（JR東日本）
 南武線
■快速
通過
■各駅停車
稲城長沼駅 (JN 18) - 南多摩駅 (JN 19) - 府中本町駅 (JN 20)

### 記事本文

##### 報道発表資料
1. ↑  “Suicaご利用可能エリアマップ（2001年11月18日当初）” (PDF).   東日本旅客鉄道. 2019年7月27日時点のオリジナルよりアーカイブ。2020年4月29日閲覧。
2. ↑  『南武線高架化工事に伴う列車の運休について』（PDF）（プレスリリース）東日本旅客鉄道八王子支社、2011年10月13日。オリジナルの2016年3月4日時点におけるアーカイブ。2020年4月29日閲覧。
3. ↑  『南武線高架化工事に伴う列車の運休等について』（PDF）（プレスリリース）東日本旅客鉄道八王子支社、2013年10月18日。オリジナルの2013年10月18日時点におけるアーカイブ。2020年4月29日閲覧。
4. ↑  『沿線くらしづくり構想の推進について』（PDF）（プレスリリース）JR中央ラインモール／JR東京西駅ビル開発、2020年12月8日。オリジナルの2020年12月27日時点におけるアーカイブ。2021年4月4日閲覧。
5. ↑  『2015年3月ダイヤ改正について』（PDF）（プレスリリース）東日本旅客鉄道、2014年12月19日、7頁。オリジナルの2020年2月3日時点におけるアーカイブ。2020年4月29日閲覧。

### 利用状況
1. ↑  東京都統計年鑑 - 東京都
2. ↑  統計いなぎ - 稲城市

JR東日本の2000年度以降の乗車人員
1. ↑  各駅の乗車人員（2000年度） - JR東日本
2. ↑  各駅の乗車人員（2001年度） - JR東日本
3. ↑  各駅の乗車人員（2002年度） - JR東日本
4. ↑  各駅の乗車人員（2003年度） - JR東日本
5. ↑  各駅の乗車人員（2004年度） - JR東日本
6. ↑  各駅の乗車人員（2005年度） - JR東日本
7. ↑  各駅の乗車人員（2006年度） - JR東日本
8. ↑  各駅の乗車人員（2007年度） - JR東日本
9. ↑  各駅の乗車人員（2008年度） - JR東日本
10. ↑  各駅の乗車人員（2009年度） - JR東日本
11. ↑  各駅の乗車人員（2010年度） - JR東日本
12. ↑  各駅の乗車人員（2011年度） - JR東日本
13. ↑  各駅の乗車人員（2012年度） - JR東日本
14. ↑  各駅の乗車人員（2013年度） - JR東日本
15. ↑  各駅の乗車人員（2014年度） - JR東日本
16. ↑  各駅の乗車人員（2015年度） - JR東日本
17. ↑  各駅の乗車人員（2016年度） - JR東日本
18. ↑  各駅の乗車人員（2017年度） - JR東日本
19. ↑  各駅の乗車人員（2018年度） - JR東日本
20. ↑  各駅の乗車人員（2019年度） - JR東日本
21. ↑  各駅の乗車人員（2020年度） - JR東日本
22. ↑  各駅の乗車人員（2021年度） - JR東日本
23. ↑  各駅の乗車人員（2022年度） - JR東日本
24. ↑  各駅の乗車人員（2023年度） - JR東日本

東京都統計年鑑
1. ↑  東京都統計年鑑（平成2年）
2. ↑  東京都統計年鑑（平成3年）
3. ↑  東京都統計年鑑（平成4年）
4. ↑  東京都統計年鑑（平成5年）
5. ↑  東京都統計年鑑（平成6年）
6. ↑  東京都統計年鑑（平成7年）
7. ↑  東京都統計年鑑（平成8年）
8. ↑  東京都統計年鑑（平成9年）
9. ↑  東京都統計年鑑（平成10年） (PDF)
10. ↑  東京都統計年鑑（平成11年） (PDF)
11. ↑  東京都統計年鑑（平成12年）
12. ↑  東京都統計年鑑（平成13年）
13. ↑  東京都統計年鑑（平成14年）
14. ↑  東京都統計年鑑（平成15年）
15. ↑  東京都統計年鑑（平成16年）
16. ↑  東京都統計年鑑（平成17年）
17. ↑  東京都統計年鑑（平成18年）
18. ↑  東京都統計年鑑（平成19年）
19. ↑  東京都統計年鑑（平成20年）
20. ↑  東京都統計年鑑（平成21年）
21. ↑  東京都統計年鑑（平成22年）
22. ↑  東京都統計年鑑（平成23年）
23. ↑  東京都統計年鑑（平成24年）
24. ↑  東京都統計年鑑（平成25年）
25. ↑  東京都統計年鑑（平成26年）
26. ↑  東京都統計年鑑（平成27年）
27. ↑  東京都統計年鑑（平成28年）
28. ↑  東京都統計年鑑（平成29年）
29. ↑  東京都統計年鑑（平成30年）
30. ↑  東京都統計年鑑（平成31年・令和元年）